# Fibroma ameloblástico
O fibroma ameloblástico (FA) é uma neoplasia odontogênica rara composta por tecido epitelial ameloblástico e mesenquimal semelhante à lâmina dentária. É pouco comum e representa 2,5% dos tumores odontogênicos.

## Sinais e sintomas
O FA é um tumor assintomático, de crescimento lento e expansivo. Seu crescimento é mais lento do que o ameloblastoma, e também não tende a se infiltrar nas trabéculas ósseas, o que faz com que as bordas da lesão normalmente sejam lisas. Quando sintomático, as principais queixas são de tumefação, dor ou sensibilidade.

## Aspectos radiográficos e histológicos
Radiograficamente, o tumor tende a ser uma lesão bem delimitada, radiolúcida unilocular, com lesões maiores podendo aparentar serem multiloculares, com bordas lisas e definidas. Pode haver expansão da cortical óssea. Quando associado a um dente incluso, pode se assemelhar a um cisto dentígero.
Histologicamente, o tumor é bifásico, composto por dois tipos de tecido. Há ilhotas e cordões de epitélio odontogênico que se assemelham à lâmina dentária com uma camada dupla ou tripla de células epiteliais cuboidais e, perifericamente a elas, uma camada de células cuboidais a colunares semelhantes a ameloblastos. Dentro das ilhotas epiteliais, células que se assemelham ao retículo estrelado do órgão do esmalte podem ser encontradas. Há grande variação na densidade do componente epitelial dentro de diferentes áreas do tumor. Raramente há degeneração cística. Em casos extremamente raros, pode-se encontrar grânulos de melanina no epitélio do FA.
Nas áreas de ectomesênquima, há células embrionárias abundantes que se parecem com a papila dentária ou tecido pulpar primitivo. Essas células são arredondadas ou fusiformes como fibroblastos, imersas em fibras colágenas. O seu estroma é bastante distinto do ameloblastoma, que possui um estroma tumoral de tecido conjuntivo denso fibroso maduro. A densidade celular também pode variar dentro do tumor, com zonas livres de células e/ou de hialinização na interface entre epitélio-conjuntivo. O tumor raramente é encapsulado.
Variantes histológicas do fibroma ameloblástico incluem:
- Fibroma ameloblástico de células granulares: possui predominância de células granulares no componente ectomesenquimal;
- Fibroma ameloblástico papilífero: proliferação epitelial em arranjo plexifome;
- Ameloblastoma associado a fibroma ameloblástico;
- Fibroma ameloblástico cístico.

Em classificações anterior, a OMS listava alguns subtipos do FA baseados na presença de tecido duro mineralizado: fibroma ameloblástico quando não há formação de tecido duro; fibrodentinoma ameloblástico quando há formação de matriz dentinode; e fibro-odontoma ameloblástico quando há formação de matriz de esmalte e dentina. Entretanto, a classificação de 2017 das lesões odontogênicas removeu essas variantes por completo, porque há evidências de que a partir do momento em que há formação de tecido duro, essas lesões evoluem em odontomas.
A presença de mitoses é sugestiva de malignização em um sarcoma odontogênico (em classificações anteriores chamada de fibrossarcoma ameloblástico).

## Causas
A sua patogênese ainda não é clara, mas teoriza-se que o componente epitelial induz a proliferação celular do ectomesênquima. Entretanto, não se sabe por que não há indução de diferenciação odontoblástica no FA. O perfil imuno-histoquímico da neoplasia sugere que ela se desenvolva em um estágio precoce da odontogênese.

## Epidemiologia
O FA é raro, com sua frequência variando entre 1,5 a 4,5%. Possui predileção por homens (2:1) e ocorre mais em pacientes jovens, com mediana de idade de 14 anos. Acomete mais a mandíbula do que maxila, e é frequentemente associado a dentes inclusos.

## Diagnóstico
O diagnóstico se dá por exame anatomopatológico. Além de hematoxilina-eosina, a imuno-histoquímica revela que o componente epitelial é positivo para citoqueratinas e vimentina na membrana basal, e o componente mesenquimal é positivo para tenascina.
O tumor pode se assemelhar a outras condições, e diagnósticos diferenciais incluem:
- Ameloblastoma;
- Mixoma odontogênico;
- Queratocisto odontogênico;
- Tumor central de células granulares;
- Histiocitoma;
- Cisto dentígero.

## Prognóstico e tratamento
O tratamento é cirúrgico e consiste na ressecção total do tumor. A remoção tende a ser mais conservadora quando comparada ao ameloblastoma, porque o FA não tende a infiltrar o osso tão extensamente quanto o ameloblastoma, e se separa mais facilmente do osso.
Porém, o FA possui uma taxa de recidiva alta (18%), e o FA recorrente possui taxas mais altas de MIB-1, um anticorpo monoclonal contra a proliferação associada a antígenos nucleares. Tumores recidivantes possuem uma chance alta (45%) de transformação maligna em um sarcoma odontogênico.